# فیراهاوانا
فیراهاوانا (به لاتین: Firavahana) یک منطقهٔ مسکونی در ماداگاسکار است که در Fenoarivobe واقع شده‌است.
 فیراهاوانا  ۳۵٬۰۰۰ نفر جمعیت دارد و ۱٬۲۳۸ متر بالاتر از سطح دریا واقع شده‌است.